# 19 febbraio
Il 19 febbraio è il 50º giorno del calendario gregoriano. Mancano 315 giorni alla fine dell'anno (316 negli anni bisestili).

## Eventi
- 197 – Battaglia di Lugdunum: l'imperatore romano Settimio Severo sconfigge il rivale Clodio Albino, assicurandosi il pieno controllo sull'Impero romano;
- 356 – L'imperatore romano Costanzo II (337-361) decreta la chiusura di tutti i templi pagani nei territori imperiali;
- 607 – Inizio del pontificato di papa Bonifacio III;
- 1674 – Inghilterra e Paesi Bassi firmano il Trattato di Westminster. L'accordo prevede anche il trasferimento della colonia olandese di Nuova Amsterdam all'Inghilterra, che la ribattezza New York;
- 1749 – Papa Benedetto XIV pubblica l'enciclica "Annus Qui Hunc", sull'ordine nelle chiese e sulla musica sacra;
- 1797 – Trattato di Tolentino tra Napoleone e papa Pio VI;
- 1807 – In Alabama, l'ex vicepresidente statunitense Aaron Burr viene arrestato per tradimento;
- 1846 – Ad Austin viene insediato l'appena costituito governo dello Stato del Texas;
- 1861 – In Russia viene abolita la servitù della gleba;
- 1878 – Thomas Edison ottiene il brevetto per il fonografo;
- 1881 – Il Kansas diventa il primo Stato degli USA a vietare tutte le bevande alcoliche;
- 1928 – Si chiudono a Sankt Moritz, in Svizzera, i II Giochi olimpici invernali;
- 1937 – Ha inizio la Strage di Addis Abeba da parte dell'esercito italiano;
- 1942
  - Seconda guerra mondiale: circa 150 aerei giapponesi attaccano Darwin in Australia;
  - Seconda guerra mondiale: il presidente statunitense Franklin D. Roosevelt firma un ordine esecutivo che consente all'esercito statunitense di trasferire i cittadini nippo-americani in campi d'internamento;
- 1943 – Seconda guerra mondiale: battaglia del passo di Kasserine. Le forze italo-tedesche lanciano un'offensiva contro le difese alleate in Tunisia;
- 1945 – Seconda guerra mondiale: circa 30.000 Marines statunitensi sbarcano su Iwo Jima, dando il via alla battaglia di Iwo Jima;
- 1949 – Ezra Pound riceve il primo Premio Bollingen di poesia dalla Fondazione Bollingen e dall'Università di Yale;
- 1953 – Censura: la Georgia approva il primo comitato di censura letteraria degli Stati Uniti;
- 1959 – Il Regno Unito concede a Cipro l'indipendenza;
- 1964 – Si chiudono ad Innsbruck, in Austria, i IX Giochi olimpici invernali;
- 1985 – William Schroeder è il primo paziente dotato di un cuore artificiale a essere dimesso da un ospedale;
- 1986 – Dopo 37 anni di attesa, il Senato degli Stati Uniti approva un trattato che dichiara illegale il genocidio;
- 2002 – La sonda spaziale 2001 Mars Odyssey della NASA inizia la mappatura della superficie di Marte;
- 2003 – Iran, precipita un aeroplano militare con a bordo 270 soldati. Nessun sopravvissuto;
- 2007 – Due bombe sul Samjhauta Express uccidono 66 persone;
- 2018 – In Nigeria, nello Stato di Yobe, 111 studentesse vengono sequestrate dai miliziani di Boko Haram; verranno rilasciate il 21 marzo;
- 2020 – In Iran si registrano le prime due vittime da coronavirus al di fuori della Cina.

## Nati
Ci sono circa 1 220 voci su persone nate il 19 febbraio; vedi la pagina Nati il 19 febbraio per un elenco descrittivo o la categoria Nati il 19 febbraio per un indice alfabetico.

## Morti
Ci sono circa 540 voci su persone morte il 19 febbraio; vedi la pagina Morti il 19 febbraio per un elenco descrittivo o la categoria Morti il 19 febbraio per un indice alfabetico.

## Feste e ricorrenze

### Religiose
Cristianesimo:
- Sant'Asia, medico, martire ad Antiochia
- Sant'Ausibio di Soli, vescovo
- San Barbato di Benevento, vescovo
- San Corrado Confalonieri, eremita, terziario francescano
- San Conone di Alessandria d'Egitto, monaco in Palestina
- San Dositeo, monaco
- Santa Filotea, martire (Chiesa ortodossa)
- San Giorgio, monaco di Vabres e vescovo di Lodève
- Santa Lucia Yi Zhenmei, catechista cinese, martire
- San Mansueto Savelli, vescovo
- Santi Martiri di Palestina
- San Proclo di Bisignano
- San Quodvultdeus, vescovo di Cartagine
- San Tullio, martire
- Beato Alvaro De Zamora da Cordova, domenicano
- Beato Bonifacio di Losanna, vescovo
- Beata Elisabetta Picenardi, vergine
- Beato Federico di Hirsau, abate
- Beato John Sullivan, gesuita
- Beato Jozef Zaplata, religioso e martire

Religione romana antica e moderna:
- Nono giorno dedicato ai Mani familiari (dies parentalis)

Religione greca:
- Festa dedicata a Dioniso (dio del vino)